# Dyrektywa 67/548/EWG
Dyrektywa 67/548/EWG w sprawie klasyfikacji niebezpiecznych substancji chemicznych (DSD z ang. Dangerous Substances Directive) z 27 czerwca 1967 roku
(z późniejszymi zmianami) jest jednym z głównych przepisów Unii Europejskiej dotyczących bezpieczeństwa chemicznego. Sporządzona z uwzględnieniem art. 100 (art. 94 w wersji skonsolidowanej) Traktatu ustanawiającego Europejską Wspólnotę Gospodarczą.

## Zakres dyrektywy
Dyrektywę stosuje się do czystych substancji i preparatów, które są wprowadzone do obrotu w Unii Europejskiej, dlatego nie stosuje się jej bezpośrednio do substancji powstałych wyłącznie w celach badawczych. Dodatkowe przepisy dotyczące preparatów zawarte są w Dyrektywie 1999/45/EC w sprawie klasyfikacji niebezpiecznych preparatów chemicznych, które są bardzo podobne do tych zawartych w Dyrektywie 67/548/EWG.
Dyrektywy nie stosuje się do przepisów dotyczących:
- produktów leczniczych, narkotyków i substancji radioaktywnych;
- przewożenia niebezpiecznych substancji transportem kolejowym, drogowym, wodnym śródlądowym, morskim lub powietrznym;
- amunicji i przedmiotów zawierających substancje wybuchowe w postaci zapłonników lub paliw silnikowych;
- substancji niebezpiecznych wywożonych do państw trzecich.

## Klasyfikacja substancji niebezpiecznych
Art. 2 Dyrektywy definiuje grupy substancji i preparatów uznane za niebezpieczne. Niektóre z nich są powiązane z piktogramami ostrzegawczymi i/lub ich kodami.
Grupy substancji na podstawie załącznika I Dyrektywy:
- Wybuchowe (E)
- Utleniające (O)
- Skrajnie łatwopalne (F+)
- Łatwopalne (F)
- Palne (R10)
- Silnie toksyczne (T+)
- Toksyczne (T)
- Szkodliwe (Xn)
- Żrące (C)
- Drażniące (Xi)
- Uczulające (R42 i/lub R43)
- Rakotwórcze (Karc.) – klasyfikowane do jednej z trzech kategorii (np. Karc. Kat. 3)
- Mutagenne (Muta.) – klasyfikowane do jednej z trzech kategorii (np. Muta. Kat. 1)
- Toksyczne dla rozrodczości (Repr.) – klasyfikowane do jednej z trzech kategorii (np. Repr. Kat. 2)
- Niebezpieczne dla środowiska (N i/lub R52, R53, R59)

Substancje i preparaty zakwalifikowane do przynajmniej jednej z powyższych grup są wymienione w załączniku I Dyrektywy, który jest regularnie aktualizowany. Publiczna baza substancji wymienionych w załączniku I – ESIS – jest prowadzona przez Instytut Ochrony Zdrowia i Konsumenta.

## Standardowe zwroty informacyjne
Standardowe zwroty informacyjne określone są w załączniku III i IV Dyrektywy. Załącznik III określa zwroty szczególnego ryzyka odnoszącego się do substancji i preparatów niebezpiecznych, często określanych jako zwroty ryzyka. Załącznik IV określa oznaczenia będące wskazówkami odnoszącymi się do bezpiecznego stosowania niebezpiecznych substancji i preparatów, często określanych jako zwroty bezpieczeństwa.
Odpowiednie zwroty muszą być umieszczone na opakowaniu i etykiecie produktu oraz MSDS.
Ostatnia aktualizacja zwrotów standardowych miała miejsce w 2001 roku. W Dyrektywie 2001/59/WE znajduje się ich wykaz wraz z tłumaczeniem na większość języków Unii Europejskiej.

## Wymogi dotyczące etykietowania
Na etykiecie niebezpiecznej substancji lub preparatu muszą się znaleźć:
- nazwa substancji (dla substancji wymienionych w załączniku I należy wskazać jedną z wymienionych (wiele substancji występuje w załączniku pod wieloma synonimami), jednakże nazwa powinna być międzynarodowo rozpoznawalna);
- imię i nazwisko osoby lub nazwa firmy, pełny adres oraz telefon osoby lub firmy, która wprowadziła substancje na rynek (producent, importer lub dystrybutor);
- piktogramy ostrzegawcze;
- standardowe zwroty informacyjne;
- numer EINECS lub inny równoważny;
- dla substancji wymienionych w załączniku I słowa: „Oznakowanie WE”.

## Karta charakterystyki substancji niebezpiecznej
Art. 27 Dyrektywy nakłada na dostawców obowiązek zapewnienia karty charakterystyki, w formie papierowej lub elektronicznej, przed lub przy pierwszej dostawie niebezpiecznej substancji lub preparatu. Dostawca jest także zobowiązany do informowania użytkowników o wszelkich nowych istotnych informacjach dotyczących produktu. Dyrektywa 2001/59/WE zawiera szczegółowe wytyczne dotyczące sporządzania kart charakterystyki.

## Transpozycja
Dyrektywa była wiążąca tylko w krajach członkowskich Unii Europejskiej i nie mogła być egzekwowana wobec osób lub firm, dopóki nie została transpozycjonowana do prawa krajowego danego państwa.

## Okres obowiązywania
Klasyfikacja i oznakowanie substancji oraz mieszanin na podstawie europejskich przepisów (Dyrektywy 67/548/EWG i 1999/45/WE) ma znaczenie jedynie historyczne. Od 1 grudnia 2012 roku wszystkie substancje, a od 1 czerwca 2015 roku również wszystkie mieszaniny są klasyfikowane i oznakowane według Globalnie Zharmonizowanego Systemu Klasyfikacji i Oznakowania Chemikaliów wdrożonego w państwach Unii Europejskiej Rozporządzeniem nr 1272/2008WE z dnia 16 grudnia 2008 r.
| Oznaczenie dotychczasowe     | Oznaczenie dotychczasowe | Oznaczenie dotychczasowe | Oznaczenie GHS               | Oznaczenie GHS | Oznaczenie GHS |
| Zagrożenie                   | Kod literowy             | Znak                     | Zagrożenie                   | Kod GHS        | Oznaczenie     |
| Wybuchowy                    | E                        |                          | Wybuchowy                    | GHS01          |                |
| Łatwopalny                   | F+ (F)                   |                          | Skrajnie łatwopalny          | GHS02          |                |
| Utleniający                  | O                        |                          | Utleniający                  | GHS03          |                |
| ---------------------------- | ------------------------ | ------------------------ | ---------------------------- | -------------- | -------------- |
|                              |                          |                          | Butla z gazem                | GHS04          |                |
| Żrący                        |                          |                          | Żrące                        | GHS05          |                |
| Toksyczny                    | T+ (T)                   |                          | Trujące                      | GHS06          |                |
| Szkodliwy lub drażniący      | Xn Xi                    |                          | Ostrzeżenie                  | GHS07          |                |
|                              |                          |                          | Działanie na zdrowie         | GHS08          |                |
| Niebezpieczny dla środowiska | N                        |                          | Niebezpieczny dla środowiska | GHS09          |                |

Oznaczenie GHS obowiązuje: od 1.12.2010 r. dla substancji od 1.06.2015 r. dla mieszanin (preparatów).